# Cor Wals

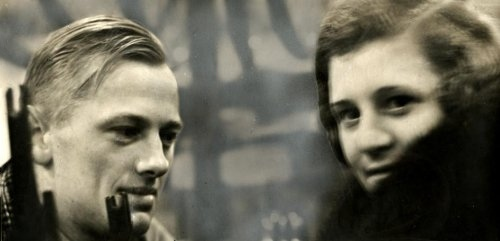
Cor Wals mit seiner ersten Frau Antonetta im Jahr 1934

Cornelis Dirk „Cor“ Wals (* 26. Februar 1911 in Den Haag; † 5. April 1994 in Veldhoven) war ein niederländischer Radrennfahrer.

## Sportliche Laufbahn
Cor Wals war der Sohn von Jakob Wals, eines Großhändlers für Käse, Eier und Geflügel. Gegen den Willen seiner Eltern entschied sich der Sohn für eine Laufbahn als Radrennfahrer; sie unterstützten ihn allerdings anfangs finanziell in der Hoffnung, dass er sich nach Misserfolgen anders entscheiden würde. Jedoch machte Wals als Radsportler eine „Blitzkarriere“.
Schon 1931 bekam Cor Wals Verträge für die Sechstagerennen in Chicago und New York und machte sich in den folgenden Jahren vor allem einen Namen als Sechstagefahrer; wegen seines beispiellosen Gleichgewichtssinns, der ihn vor Stürzen bewahrte, erhielt er den Spitznamen „Slingerplant“ (niederl.: Schlingpflanze). Er fuhr bei 39 Rennen mit, von denen er sieben gewann, fünf davon mit Jan Pijnenburg. Zudem wurde er dreimal niederländischer Meister der Steher. 1939 qualifizierte sich Wals für das Finale der Bahnweltmeisterschaften in dieser Disziplin, das aber wegen des Ausbruchs des Zweiten Weltkriegs nicht durchgeführt wurde. 1938 hatte er im Steherfinale den vierten Platz belegt.

## Rolle im Nationalsozialismus
Am 31. Dezember 1939 wurde der deutsche Radrennfahrer Albert Richter in einem Zug Richtung Schweiz an der Grenze wegen Devisenschmuggels verhaftet; wenige Tage später wurde er tot in seiner Zelle im Gefängnis von Lörrach aufgefunden. Die offiziellen Todesangaben reichten von Ski-Unfall bis „auf der Flucht erschossen“. Cor Wals und sein niederländischer Rennfahrer-Kollege Kees Pellenaars hatten zufällig im selben Zug gesessen, wurden Zeugen der Verhaftung und machten diese in einer niederländischen Zeitung öffentlich. Darauf reagierte die NS-Sportführung mit einer neuerlichen Version von einem Selbstmord in der Gefängniszelle. Ohne die Aussage der beiden Niederländer wäre Richters Verhaftung eventuell niemals publik geworden.
Ein Jahr später, 1941, verscherzte sich Cor Wals die Sympathien von vielen seiner Landsleute, weil er bei den Niederländischen Meisterschaften im Olympiastadion von Amsterdam in einem Trikot mit SS-Emblem und mit Hitlergruß auftrat. Nach dem Gewinn der Steher-Meisterschaft wurde er bei seiner Ehrenrunde ausgepfiffen und mit Sitzkissen beworfen. Schon zuvor war er aufgrund seiner bekannt pro-deutschen Einstellung bei einem Rennen in Wageningen vom Publikum ausgepfiffen worden.
Anschließend wurde Wals in den Niederlanden nicht mehr für Rennen verpflichtet; nach anderen Schilderungen beendete er seine Radsportlaufbahn von sich aus, mit der Absicht, nach einem endgültigen Sieg der Deutschen diese wieder aufzunehmen. Zu diesem Zeitpunkt war er schon ein Jahr Mitglied in der SS und wurde wenig später Mitglied der niederländischen SS. Sein Antrieb war ein fanatischer Antikommunismus sowie die Überzeugung, dass nur die Nationalsozialisten die „rote Gefahr“ bannen könnten. 1941 ging er zur Ausbildung nach Klagenfurt. Von Februar bis November 1943 kämpfte er an der Ostfront gegen die Rote Armee. Anschließend war er als Bewacher in verschiedenen Konzentrationslagern tätig.
1947 wurde Wals wegen seiner aktiven Rolle beim Einsatz holländischer Zwangsarbeiter in Russland zu 15 Jahren Haft verurteilt.
Pellenaars, der auch Mitglied der SS gewesen war, konnte sich im Jahr 1947 erfolgreich als „Verführter“ von Wals darstellen und kam ohne Bestrafung davon. Darüber gerieten die beiden Freunde so in Streit, dass sie bis zum Ende ihres Lebens nie wieder miteinander sprachen. In späteren Jahren entschuldigte sich Wals öffentlich für seine „Dummheit“; er sei zu Recht bestraft worden.

## Spätere Jahre
1952 wurde Wals vorzeitig aus der Haft entlassen und lebte zurückgezogen in Tilburg, bis öffentlich bekannt wurde, dass er die Witwe des niederländischen Radrennfahrers Jan van Hout geheiratet hatte, der im KZ Neuengamme ums Leben gekommen war. Es gab sogar – fälschliche – Gerüchte, dass Wals zur Bewachung von Van Hout nach Neuengamme abkommandiert gewesen sein soll. Aufgrund der öffentlichen Empörung zog das Ehepaar Wals nach Lommel in Belgien, wo es bis zu seiner Rückkehr in die Niederlande 1981 lebte. Cor Wals war als Handelsvertreter für Textilien tätig. In einem Interview aus dem Jahre 1982 erklärte Anneke Wals-Louwers: „Hij was kapot, hij had zijn leed, ik had mijn leed.“ (niederl. = Er war kaputt, er hatte sein Leid, ich hatte mein Leid.) Sie war die Schwester des populären niederländischen Fußballspielers Jan Louwers, nach dem in Eindhoven ein Fußballstadion benannt ist.
1992 wurde Wals gebeten, zum 65. Jahrestag seines dortigen Sechstage-Sieges mit Pijnenburg den Startschuss für die Sixdays im Sportpaleis von Antwerpen zu geben. Der niederländische Historiker Frans Oudejans: „Het applaus bij die gelegenheid raakte hem diep, als een wrange herinnering aan de glorie die hij in bezettingstijd verspeelde.“ (niederl. = Der Applaus bei dieser Gelegenheit berührte ihn sehr, als eine bittere Erinnerung an den Ruhm, den er in der Besatzungszeit verspielte.“)